# 1897 Hind
1897 Hind este un asteroid din centura principală, descoperit pe 26 octombrie 1971 de Luboš Kohoutek.